# Lorenzo Vitturi
Lorenzo Vitturi (1543 – Roma, 9 febbraio 1597) è stato un arcivescovo cattolico italiano.

## Biografia
Nacque da una famiglia patrizia veneziana nel 1543.
Il 6 febbraio 1576 papa Gregorio XIII lo nominò arcivescovo metropolita di Candia. Ricevette la consacrazione episcopale nella cappella di san Giusto (nel palazzo patriarcale di Venezia) dalle mani del patriarca Giovanni Trevisan, patriarca di Venezia, co-consacranti l'arcivescovo Pietro Lando, suo predecessore a Candia, e il vescovo Federico Corner (poi cardinale), vescovo di Bergamo.
Morì a Roma nel 1597. Fu sepolto nella chiesa di Sant'Onofrio.

## Genealogia episcopale
La genealogia episcopale è:
- Cardinale Pier Francesco Ferrero
- Patriarca Giovanni Trevisan, O.S.B.
- Arcivescovo Lorenzo Vitturi